# Stanisław Pelczar
Stanisław Pelczar, ps. Majka (ur. 15 października 1915 we Lwowie, zm. 2 maja 1977 w Prudniku) – sierżant Wojska Polskiego, żołnierz podziemia niepodległościowego.

## Życiorys
Urodził się 15 października 1915 roku we Lwowie jako syn Andrzeja i Antoniny z domu Mieczyńskiej. W 1936 ukończył naukę w szkole technicznej na profilu elektrotechnicznym. 
W połowie 1937 został powołany do wojska. Przydzielono go najpierw do 40 pułku piechoty Dzieci Lwowskich, a następnie został przeniesiony do batalionu Korpusu Ochrony Pogranicza „Wilejka”, gdzie otrzymał stopień kaprala. Podczas kampanii wrześniowej służył w 1 Brygadzie Górskiej Strzelców, która wchodziła w skład Armii „Kraków”. Został odznaczony Krzyżem Walecznych za uratowanie dwóch żołnierzy ze swojego oddziału. Podczas walki o Janów Lubelski został ranny i wzięty do niewoli niemieckiej. W październiku 1939 przebywał w szpitalu wojskowym w Krakowie. Po wyjściu z niego miał się zgłosić na wyjazd do obozu pracy przymusowej na terenie III Rzeszy, ale nie stawił się w punkcie zbiórki i wrócił do Lwowa na początku 1940.
Po powrocie do Lwowa podjął pracę w miejskiej elektrowni, a następnie w Kolei Lwowskiej. W 1942 roku nawiązał kontakty z konspiracją i przeniósł się do Leżajska, gdzie dołączył do Narodowej Organizacji Wojskowej. Oddział w Leżajsku został rozbity przez niespodziewany atak wojska niemieckiego, jednak Pelczarowi udało się uciec do Biłgoraja, gdzie wstąpił do oddziału Tadeusza Sztumberk-Rychtera, a następnie został przeniesiony do oddziału partyzanckiego NOW-AK „Ojca Jana” pod dowództwem Franciszka Przysiężniaka, w którym zostaje awansowany do stopnia sierżanta. Uczestniczył w wielu akcjach bojowych przeciwko III Rzeszy i Ukraińskiej Powstańczej Armii.
Po wojnie Pelczar został ujęty 8 sierpnia 1945 w Piskorowicach przez rzeszowski UBP. Postawiono mu zarzut kierowania grupą partyzancką w oddziałach „Ojca Jana”. Został skazany na 6 lat więzienia, lecz później zmieniono wyrok na 3 lata w zawieszeniu. W 1956 roku zamieszkał u swojej siostry w Prudniku, gdzie pracował w Zakładach Przemysłu Bawełnianego „Frotex” na Wydziale Elektroniki. Zmarł 2 maja 1977 w Prudniku. Okoliczności śmierci pozostają nieznane, choć oficjalna wersja podaje, że targnął się na swoje życie wyskakując przez poręcz na klatce schodowej swojego mieszkania. Został pochowany na prudnickim cmentarzu komunalnym. W 2014 został ekshumowany i przeniesiony na cmentarz w Białej Nyskiej.